# Bus factor

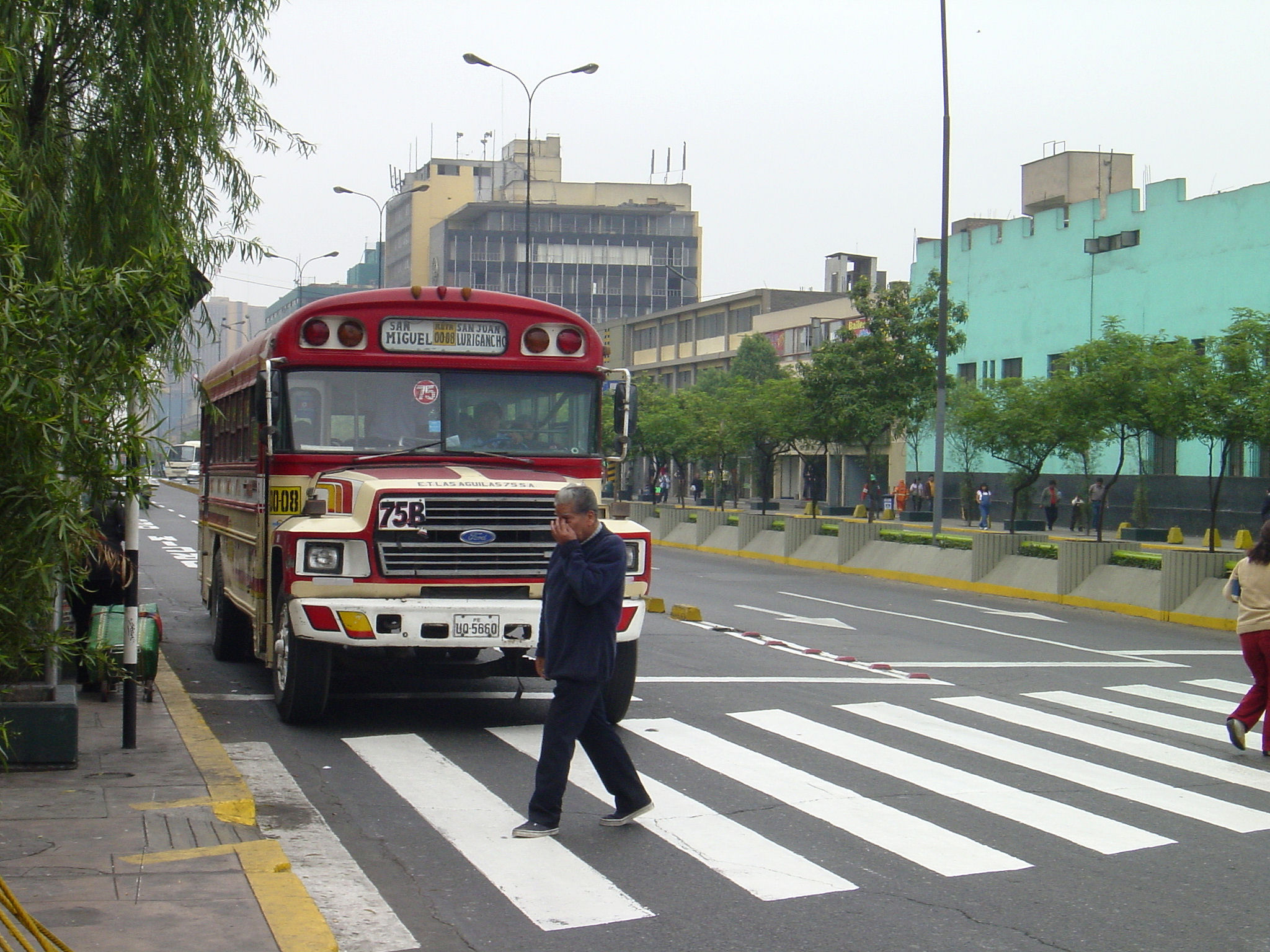
Un autobús espera a que un transeúnte cruce la calle en Lima

En informática, bus Factor o (Factor Autobús) es un término usado en proyectos de desarrollo de software, que alude a una gran cantidad de información vital de un proyecto de software limitada solamente a uno o unos pocos desarrolladores, impidiendo la continuación del proyecto en el hipotético caso de que estos desarrolladores clave sean atropellados por un autobús.
Ser atropellado por un autobús es tan solo uno de los posibles casos a los que hace referencia este factor, otros posibles casos serían, tener un bebé, cambiar de trabajo, aburrimiento o cualquier cambio radical en la vida de los desarrolladores que los haga abandonar el proyecto repentinamente o sin aviso.